# La Vierge au chardonneret (Raphaël)
Pour les articles homonymes, voir Vierge au chardonneret (homonymie).
La Vierge au chardonneret (en italien : Madonna del Cardellino)  est une peinture religieuse de Raphaël. Le tableau est actuellement exposé à la Galerie des Offices à Florence.

## Histoire
Peinte vers l'an 1506, la Madonna del Cardellino est une œuvre de jeunesse du peintre, datable de l'époque de son séjour à Florence. Son titre est dû à la présence d'un chardonneret (cardellino) représenté sur le tableau.

« Ritrovati i pezzi fra i calcinacci della rovina furono da Battista, figlio di Lorenzo, amorevolissimo dell'arte, fatti rimettere insieme in quel miglior modo che si potesse. »

— Giorgio Vasari, Le Vite, 1568
Selon Vasari, le tableau a été réalisé à Florence pour Lorenzo Nasi, un riche commerçant de tissu en laine à l'occasion de son mariage avec Sandra Canigiani, une dame appartenant à la haute bourgeoisie de Florence. Le couple habitait dans l'abrupte Costa San Giorgio et le 12 novembre 1547, l'habitation s'écroula. « Parmi les gravats on retrouva le tableau de Raphaël, brisé en dix-sept morceaux qui furent récupérés et mis en restauration le mieux possible ». 
L'analyse aux rayons X a révélé que les fractures entre les divers morceaux étaient consolidées avec des clous et colmatées par de la nouvelle peinture. 
Entrée dans la collection du cardinal Giovan Carlo de' Medici en 1666, puis aux Offices, le tableau a de nouveau été restauré et ce travail a été terminé en 2008. 
Quelques dessins préparatoires sont conservés à l'Ashmolean Museum (P II 517, P II 516, P II 634). 
Il existe aussi différentes copies anciennes qui en attestent le succès, les plus réussies sont visibles au Victoria and Albert Museum, dans la sacristie de 
l'abbaye de Vallombrosa et dans une collection privée.

## Composition et style
La Madone assise sur un rocher tient sur ses genoux l'Enfant Jésus tandis que le petit saint Jean sur la gauche est embrassé par la Vierge. Les deux enfants jouent avec un cardellino (« chardonneret ») qui symbolise la passion du Christ ; Jean le tient et Jésus le caresse. Les personnages sont immergés dans un ample paysage fluvial dont l'horizon est particulièrement haut, parsemé par des arbrisseaux, avec un pont sur la gauche.
La composition fluide et de forme pyramidale montrant les protagonistes liés par des échanges de regards et de gestes témoigne une évidente influence des modèles leonardesques comme  La Vierge, l'Enfant Jésus et sainte Anne, mais s'en écarte en remplaçant le sens du mystère et l'inquiétante charge d'illusions et suggestions par une sensation de calme et une familiarité spontanée. 
En lieu et place des moti dell'anima, Raphaël mit en place une représentation de l'affection où est désormais évaporée la traditionnelle mélancolie de la Vierge qui prévoit le destin tragique du fils.
Dans ce cas le schéma pyramidal est particulièrement simplifié avec comme effet l'amplification de la masse volumétrique du groupe grâce à un chiaroscuro plus intense.
Marie a les jambes et le buste qui effectuent une rotation vers la droite tandis qu'avec la tête et le regard, elle observe en bas à droite le lieu où se situe l'action des deux enfants. 
La masse rouge de la veste s'oppose à celle couleur azur du manteau. 
La Madone tient dans sa main gauche un livre (de cela provient l'épithète Sedes Sapientiae) et par son comportement elle suggère l'interruption de la lecture afin de regarder tendrement les deux enfants. Le thème est typique de la Madonna leggente.
D'inspiration léonardesque sont aussi le terrain sombre, parsemé de plantes botaniques sélectionnées avec soin, le rendu atmosphérique du paysage en arrière-plan se perdant dans les vapeurs du lointain ainsi que les visages de saint Jean et du Christ enfants par le sfumato qui les enveloppe et par les traits somatiques issus du studio dal vero.

## La restauration
L'idée de la restauration est venue à l'ancien surintendant de l'Opificio delle pietre dure, Giorgio Bonsanti, qui à la fin des années 1990 chargea de la tâche Patrizia Riitano.
Après des recherches de faisabilité menées entre 2000 et 2002, la restauration proprement dite débuta et fut achevée en 2008. 
À la fin des travaux, une exposition afin de présenter l'œuvre restaurée fut organisée au palais Medici-Riccardi à Florence  (23 novembre 2008 - 1er mars 2009). La Madonna del Cardellino fut présentée en même temps que quatre autres tableaux témoignages du séjour florentin de Raphaël et qui influencèrent d'autres artistes contemporains du peintre  comme (Ridolfo del Ghirlandaio et Girolamo della Robbia).
Le tableau a été soumis à une réflectographie infrarouge qui a mis en évidence un dessin préliminaire à l'échelle 1:1. Les différences par rapport aux personnages achevés sont négligeables, tandis que celles relatives au paysage sont plus importantes :
- Le pont à gauche est le fruit d'une invention de jet, sans traces de poussière tandis que sur la droite devait se trouver une tour et un édifice cylindrique qui, dans la peinture, est transformé en un espace ouvert.
- Le décolleté de l'habit de la Madone était plus souple et non cadré.
- L'oreille de saint Jean était prévue en position plus basse.
- L'angle en bas à gauche est complètement refait, ainsi qu'un rectangle correspondant à la jambe de Jésus.

Des retouches effectuées pendant des restaurations antérieures ont été enlevées et ont été remplacées par d'autres plus rigoureuses et plus facilement effaçables lors des futures interventions.

## Attribution
L'attribution à Raphaël est unanime. Le tableau est l'une des œuvres qui ouvrent la série des Madones de l'artiste lors de son séjour florentin, influencé par Léonard de Vinci.

## Analyse
Le rouge représente la Passion du Christ et le bleu azur l'Église. Dans la Madone est sous-entendu l'union de (notre mère) l'église par le sacrifice de son fils.
Conformément à l'iconographie chrétienne Madonna leggente la Vierge Marie tient ou est proche d'un livre ouvert, ici elle le lit, comme dans la Madone Pasadena du Norton Simon Museum, la Madone Connestabile, la Madone Colonna.  Le chardonneret est un symbole iconographique chrétien annonçant la Passion du Christ et la couronne d'épines. En offrant le chardonneret à Jésus, saint Jean prophétise son tragique destin.